# Béla Balassa (calciatore)
Béla Balassa (Budapest, 23 novembre 1899 – ...) è stato un calciatore ungherese, di ruolo attaccante.

## Palmarès

### Competizioni regionali
- Campionato italiano di terza divisione: 2

Faenza: 1924-1925, 1925-1926